# Darren Thorburn
Darren Thorburn (26 giugno 1970) è un ex sciatore alpino canadese.

## Biografia
Thorburn, specialista delle prove veloci originario di Calgary, debuttò in campo internazionale in occasione dei Mondiali juniores di Aleyska 1989; in Coppa del Mondo ottenne il primo piazzamento l'11 gennaio 1992 a Garmisch-Partenkirchen in discesa libera (30º) e il miglior risultato il 17 dicembre 1993 in Val Gardena nella medesima specialità (5º). Ai Mondiali di Sierra Nevada 1996, sua unica presenza iridata, si classificò 44º nella discesa libera e 48º nel supergigante; prese per l'ultima volta il via in Coppa del Mondo il 25 gennaio 1997 a Kitzbühel in discesa libera (36º) e si ritirò all'inizio della stagione 1997-1998: la sua ultima gara fu una discesa libera FIS disputata l'11 dicembre a Lake Louise. Non prese parte a rassegne olimpiche.

## Palmarès

### Coppa del Mondo
- Miglior piazzamento in classifica generale: 84º nel 1994

### Campionati canadesi
- 2 medaglie (dati dalla stagione 1994-1995):
  - 1 argento (supergigante nel 1995)
  - 1 bronzo (discesa libera nel 1995)